# Münster (Westf) Hauptbahnhof
Münster (Westf) Hauptbahnhof is het hoofdstation van de Duitse stad Münster in Westfalen.

## Spoorwegknooppunt
In het station komen de volgende spoorlijnen samen:
- Lünen - Münster
- Münster - Rheda-Wiedenbrück
- Wanne-Eickel - Hamburg
- Empel-Rees - Münster
- Hamm - Emden
- Neubeckum - Münster
- Enschede - Gronau (Westf) - Münster

## Geschiedenis

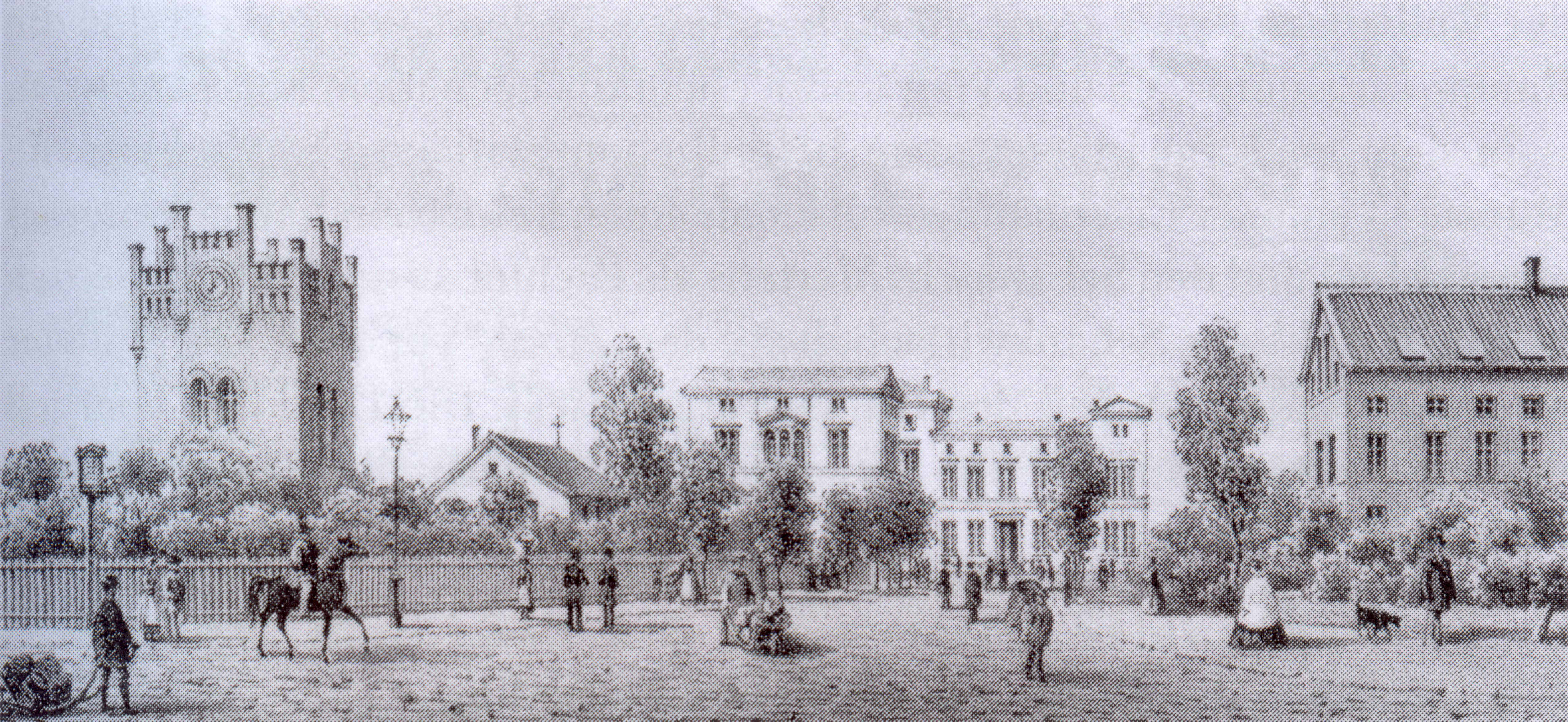
Het station in 1850

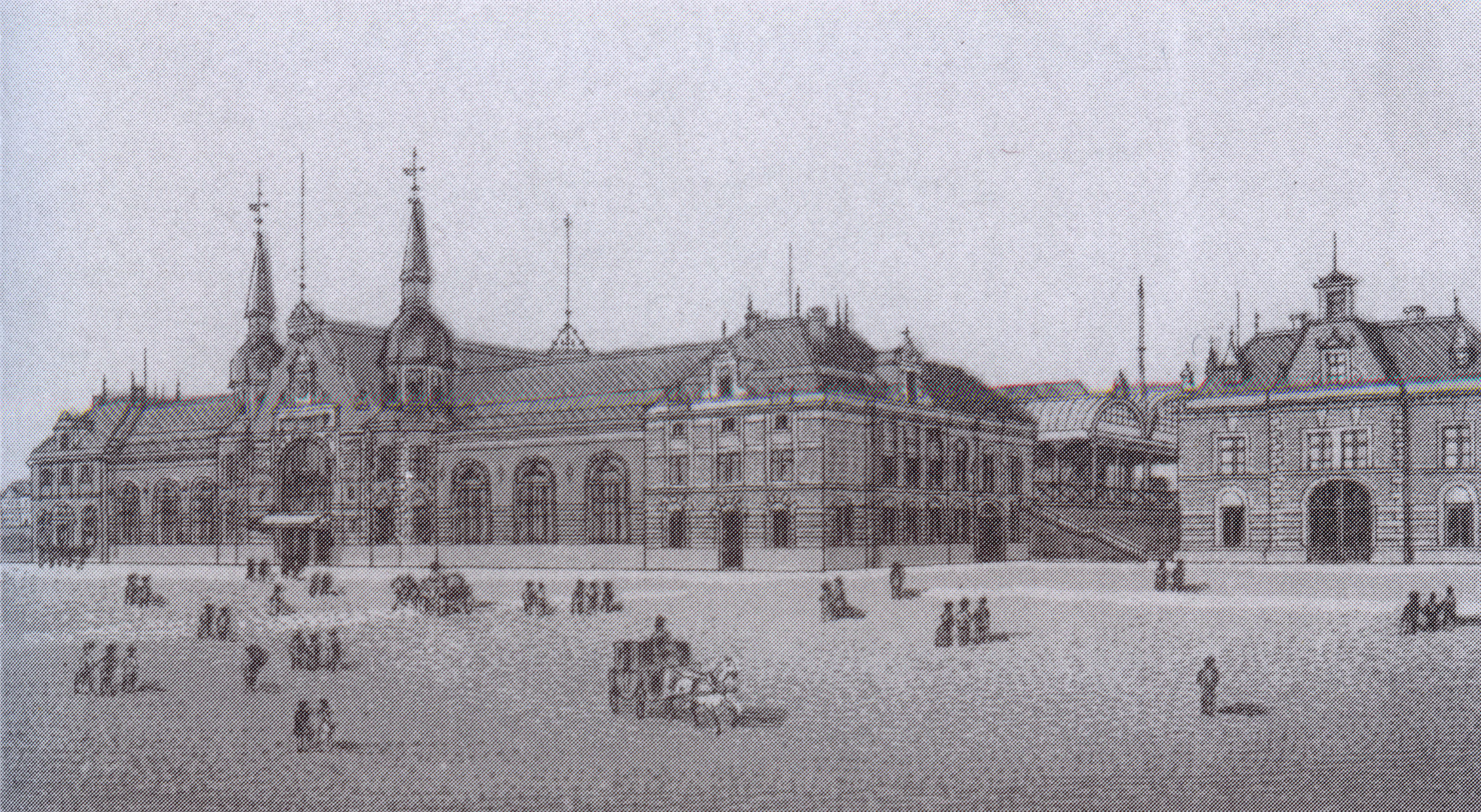
Het stationsgebouw in 1890

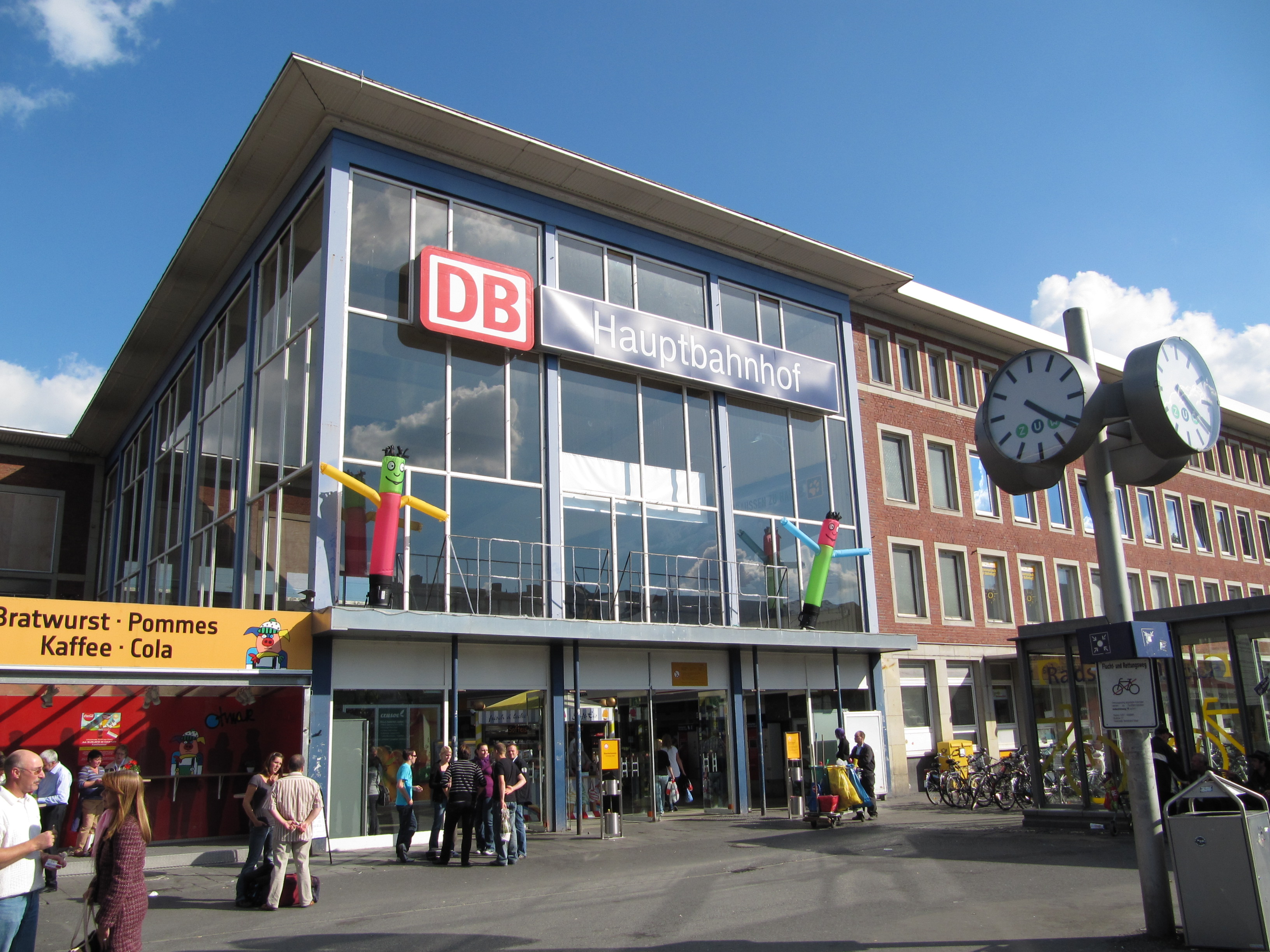
Het stationsgebouw in 2010

Het eerste station van Münster werd in 1848 als kopstation aan de lijn vanaf Hamm gebouwd. In 1855 werd de lijn verlengd tot Rheine. In de jaren dertig van de 20e eeuw werd het station uitgebreid en werd er een nieuw representatief stationsgebouw neergezet. Lang heeft dit station niet dienstgedaan, in de Tweede Wereldoorlog werd het door diverse luchtbombardementen volledig verwoest. In 1958 werd het station opgeleverd.
In 2011 werden de perrons gemoderniseerd. In dat jaar werd besloten het stationsgebouw aan de Berliner Platz te slopen en een nieuw ontvangstgebouw op te trekken. Nadat het ontwerp een aantal aanpassingen had ondergaan, heeft de sloop in 2015 daadwerkelijk plaatsgevonden en het nieuwe stationsgebouw is in 2017 geopend. 